# Сервантес Уэгун, Иньиго
Иньиго Сервантес Уэгун (исп. Íñigo Cervantes Huegun; родился 30 ноября 1989 года в Фуэнтеррабия, Испания) — испанский профессиональный теннисист.

## Общая информация
Отец Иньиго — Мануэль Сервантес — бывший профессиональный футбольный вратарь, футболист года в Испании сезона 1983/84; мать — Луиза; его двух сестер зовут Паула и Эстер, а брата Микель.
Начал играть в теннис в возрасте шести лет. Любимое покрытие — грунт. Любимым турниром называет Открытый чемпионат США. Кумирами в мире тенниса в детстве были Марсело Риос и Ллейтон Хьюитт. Увлекается футболом и прогулками в кино и с друзьями. Болельщик футбольного клуба Реал Сосьедад.

## Спортивная карьера
Дебютный титул Сервантеса на турнирах серии «фьючерс» датирован маем 2008 года в парном разряде и июнем того же года в одиночном. В начале августа 2009 года Иньиго выиграл первый в карьере турнир из серии «челленджер», который проводился в Саранске. В начале сезона 2010 года в качестве Лаки-лузера он пробился на первый турнир Мирового тура ATP. Произошло это в Окленде, где в стартовом матче он проиграл Филиппу Кольшрайберу. В сентябре 2011 года испанец смог выиграть «челленджер» в Трнаве, начав путь к титулу с квалификации.
В июне 2012 года Сервантес Уэгун смог пройти через три раунда квалификации и попасть на Уимблдонский турнир, который стал первым Большим шлемом в котором он участвовал. В первом раунде испанец смог обыграть итальянца Флавио Чиполлу, а во втором уступил россиянину Михаилу Южному. В сезоне 2013 года Сервантес сыграл лишь три одиночные встречи. Перезапустить карьеру ему удается в 2015 году. В мае Иньиго выиграл «челленджеры» в Остраве и Виченце, а в июне прибавил к этому выигрыш «челленджера» в Марбурге. В конце ноября 2015 года он принял участие в турнире Финал Мирового тура ATP Challenger, в который попадали теннисисты по итогам выступлений на «челленджерах». Сервантес приехал на этот турнир уже в качестве игрока первой сотни, куда он попал за неделю до этого. По ходу турнира он смог обыграть всех своих соперников и взять трофей. Иньиго прыгнул вверх сразу на 26 строчек и по результатам 2015 года занял 72-е место.
Достижения концовки прошлого сезона позволили Иньиго начать 2016 год в основных соревнованиях АТП. На Открытом чемпионате Австралии он в первом раунде уступил россиянину Евгению Донскому. В феврале в парном разряде он достигает дебютного финала АТП на турнире в Буэнос-Айресе, выступив совместно с итальянцем Паоло Лоренци. В конце того же месяца он впервые добрался до полуфинала в одиночном туре на турнире в Сан-Паулу. На Открытом чемпионате Франции Сервантес в первом раунде проиграл № 15 в мире Доминику Тиму, а на Уимблдоне № 12 Жо-Вильфриду Тсонга. На Открытом чемпионате США в первом раунде его выбил ещё один известный теннисист Григор Димитров. Потеряв в конце сезона 2016 года много рейтинговых очков, Иньиго завершает его за пределами Топ-100.

## Рейтинг на конец года
| Год  | Одиночный рейтинг | Парный рейтинг |
| 2018 | 515               | 663            |
| 2017 | 330               | 271            |
| 2016 | 106               | 126            |
| 2015 | 72                | 214            |
| 2014 | 251               | 310            |
| 2012 | 147               | 250            |
| 2011 | 220               | 510            |
| 2010 | 360               | 613            |
| 2009 | 233               | 486            |
| 2008 | 348               | 494            |
| 2007 | 1 213             | 1 330          |

## Выступления на турнирах

### Финалы челленджеров и фьючерсов в одиночном разряде (22)

#### Победы (12)
| Условные обозначения |
| Челленджеры (6+5*)   |
| Фьючерсы (6+8)       |

| Титулы по покрытиям | Титулы по месту проведения матчей турнира |
| ------------------- | ----------------------------------------- |
| Хард (1+1*)         | Зал (1)                                   |
| Грунт (11+12)       | Зал (1)                                   |
| Трава (0)           | Открытый воздух (11+13)                   |
| Ковёр (0)           | Открытый воздух (11+13)                   |

* количество побед в одиночном разряде + количество побед в парном разряде.
| №   | Дата             | Турнир                             | Покрытие | Соперник в финале         | Счёт           |
| 1.  | 15 июня 2008     | Ла-Пальма, Испания                 | Хард     | Давид Канудас-Фернандес   | 6-4 4-6 6-4    |
| 2.  | 20 июля 2008     | Гандиа, Испания                    | Грунт    | Роберто Баутиста Агут     | 4-6 7-5 6-1    |
| 3.  | 18 января 2009   | Сьюдадела, Испания                 | Грунт    | Хавьер Хенаро-Мартинес    | 6-2 6-3        |
| 4.  | 2 августа 2009   | Саранск, Россия                    | Грунт    | Жонатан Даньер де Вежи    | 7-5 6-4        |
| 5.  | 16 мая 2010      | Льейда, Испания                    | Грунт    | Андони Виванко-Гусман     | 6-4 7-5        |
| 6.  | 19 июня 2011     | Алкмар, Нидерланды                 | Грунт    | Максим Отом               | 6-3 4-6 6-0    |
| 7.  | 25 сентября 2011 | Трнава, Словакия                   | Грунт    | Павол Червенак            | 6-4 7-6(3)     |
| 8.  | 13 апреля 2014   | Пула, Хорватия                     | Грунт    | Маттео Тревизан           | 5-7 7-5 6-1    |
| 9.  | 3 мая 2015       | Острава, Чехия                     | Грунт    | Адам Павлашек             | 7-6(5) 6-4     |
| 10. | 31 мая 2015      | Виченца, Италия                    | Грунт    | Джон Миллман              | 6-4 6-2        |
| 11. | 5 июля 2015      | Марбург, Германия                  | Грунт    | Нильс Лангер              | 2-6 7-6(3) 6-3 |
| 12. | 29 ноября 2015   | Финал Мирового тура ATP Challenger | Грунт(i) | Даниэль Муньос-де ла Нава | 6-2 3-6 7-6(4) |

#### Поражения (10)
| №   | Дата             | Турнир                               | Покрытие | Соперник в финале        | Счёт           |
| 1.  | 13 июля 2008     | Эльче, Испания                       | Грунт    | Серхио Гутьеррес-Ферроль | 4-6 5-7        |
| 2.  | 26 октября 2008  | Сан-Кугат-дель-Вальес, Испания       | Грунт    | Антонио Шанчич           | 6-7(5) 3-6     |
| 3.  | 16 ноября 2008   | Лас-Пальмас-де-Гран-Канария, Испания | Грунт    | Андреа Арнабольди        | 6-3 3-6 5-7    |
| 4.  | 18 июля 2010     | Курессааре, Эстония                  | Грунт    | Пабло Сантос-Гонсалес    | 6-7(5) 7-5 3-6 |
| 5.  | 23 сентября 2012 | Щецин, Польша                        | Грунт    | Виктор Ханеску           | 4-6 5-7        |
| 6.  | 8 июня 2014      | Фюрт, Германия                       | Грунт    | Тобиас Камке             | 3-6 2-6        |
| 7.  | 24 мая 2015      | Эскишехир, Турция                    | Хард     | Паоло Лоренци            | 6-7(4) 6-7(5)  |
| 8.  | 22 ноября 2015   | Монтевидео, Уругвай                  | Грунт    | Гидо Пелья               | 5-7 6-2 4-6    |
| 9.  | 10 июля 2016     | Брауншвейг, Германия                 | Грунт    | Томас Беллуччи           | 1-6 6-1 3-6    |
| 10. | 10 сентября 2017 | Севилья, Испания                     | Грунт    | Феликс Оже-Альяссим      | 7-6(4) 3-6 3-6 |

### Финалы турнировATPв парном разряде (1)

#### Поражения (1)
| Легенда                     |
| --------------------------- |
| Турниры Большого шлема (0*) |
| Финал АТР-тура (0)          |
| ATP Мастерс 1000 (0)        |
| АТР 500 (0)                 |
| АТР 250 (0)                 |

| Титулы по покрытиям | Титулы по месту проведения матчей турнира |
| ------------------- | ----------------------------------------- |
| Хард (0*)           | Зал (0)                                   |
| Грунт (0)           | Зал (0)                                   |
| Трава (0)           | Открытый воздух (0)                       |
| Ковёр (0)           | Открытый воздух (0)                       |

* количество побед в одиночном разряде + количество побед в парном разряде.
| №  | Дата            | Турнир                  | Покрытие | Партнёр       | Соперники в финале                | Счёт    |
| 1. | 14 февраля 2016 | Буэнос-Айрес, Аргентина | Грунт    | Паоло Лоренци | Хуан Себастьян Кабаль Роберт Фара | 3-6 0-6 |

### Финалы челленджеров и фьючерсов в парном разряде (18)

#### Победы (13)
| №   | Дата             | Турнир                        | Покрытие | Партнёр                  | Соперники в финале                           | Счёт                 |
| 1.  | 11 мая 2008      | Вик, Испания                  | Хард     | Давид Диас-Вентура       | Барт Говарц Карлос Рексач-Итоис              | Без игры             |
| 2.  | 17 августа 2008  | Ирун, Испания                 | Грунт    | Херард Гранольерс-Пуйоль | Ромен Жуан Тома Касе-Каррере                 | 6-7(5) 7-6(5) [10-6] |
| 3.  | 19 октября 2008  | Сабадель, Испания             | Грунт    | Херард Гранольерс-Пуйоль | Давид Оливье-Бакеро Карлос Рексач-Итоис      | 7-5 3-6 [10-7]       |
| 4.  | 18 января 2009   | Сьюдадела, Испания            | Грунт    | Херард Гранольерс-Пуйоль | Дастин Браун Петер Штайнбергер               | 6-3 7-5              |
| 5.  | 8 мая 2011       | Балагер, Испания              | Грунт    | Мигель Анхель Лопес Хаен | Аллен Перель Габриэль Трухильо-Солер         | 4-6 6-2 [10-3]       |
| 6.  | 19 июня 2011     | Алкмар, Нидерланды            | Грунт    | Пабло Галдон             | Тимо Ниеминен Юхо Паукку                     | 6-0 7-6(3)           |
| 7.  | 18 марта 2012    | Рабат, Марокко                | Грунт    | Федерико Дельбонис       | Мартин Клижан Стефан Робер                   | 6-7(3) 6-1 [10-5]    |
| 8.  | 3 августа 2014   | Кортина-д’Ампеццо, Италия     | Грунт    | Хуан Лисариттури         | Ли Синьхань Вахид Мирзаде                    | 7-5 3-6 [10-8]       |
| 9.  | 11 октября 2015  | Мохаммедия, Марокко           | Грунт    | Марк Верворт             | Роберто Карбальес Баэна Пабло Карреньо Буста | 3-6 7-6(2) [12-10]   |
| 10. | 11 сентября 2016 | Севилья, Испания              | Грунт    | Ориоль Рока Баталья      | Ариэль Беар Энрике Лопес-Перес               | 6-2 6-5 — отказ      |
| 11. | 3 сентября 2017  | Сан-Себастьян, Испания        | Грунт    | Даниэль Химено-Травер    | Алехандро Давидович Фокина Алексис Клегоу    | 4-6 7-5 [10-6]       |
| 12. | 10 сентября 2017 | Севилья, Испания              | Грунт    | Педро Качин              | Давид Вега Эрнандес Иван Гахов               | 7-6(5) 3-6 [10-5]    |
| 13. | 13 октября 2019  | Рибарроха-дель-Турия, Испания | Грунт    | Ориоль Рока Баталья      | Николас Альберто Аррече Франко Фейтт         | 6-2 6-1              |

#### Поражения (5)
| №  | Дата           | Турнир               | Покрытие | Партнёр                  | Соперники в финале                      | Счёт            |
| 1. | 20 июля 2008   | Гандиа, Испания      | Грунт    | Херард Гранольерс-Пуйоль | Стефан Франсен Романо Франтцен          | 6-7(2) 3-6      |
| 2. | 25 марта 2012  | Марракеш, Марокко    | Грунт    | Федерико Дельбонис       | Мартин Клижан Даниэль Муньос-де ла Нава | 3-6 6-1 [10-12] |
| 3. | 15 марта 2015  | Шарм-эш-Шейх, Египет | Хард     | Марк Верворт             | Кароль Джевецкий Мацей Смола            | 3-6 6-4 [4-10]  |
| 4. | 7 июня 2015    | Фюрт, Германия       | Грунт    | Ренсо Оливо              | Гильермо Дуран Орасио Себальос          | 1-6 3-6         |
| 5. | 4 октября 2015 | Рим, Италия          | Грунт    | Марк Верворт             | Томаш Беднарек Матеуш Ковальчик         | 2-6 1-6         |